# Rosa 'Crocus Rose'
'Crocus Rose' ('AUSquest' es el nombre del obtentor registrado), es un cultivar de rosa que fue conseguido en Reino Unido en 1989 por el rosalista británico David Austin.

## Descripción
'Crocus Rose' es una rosa moderna cultivar del grupo « English Rose Collection ».
El cultivar procede del cruce de planta de semillero x 'Golden Celebration'™.
Las formas arbustivas del cultivar tienen porte erguido que alcanza más de 120 cm de alto con 90 cm de ancho. Las hojas son de color verde oscuro semi brillante de tamaño medio, follaje coriáceo.
Sus delicadas flores de color blanco o mezcla de blancos con ligero tono albaricoque en los pétalos centrales. Fragancia suave de híbrido de té. Flor con 41 pétalos. El diámetro medio de 3,5". Rosa mediana, muy completa (41 + pétalos), florece en ramos, en pequeños grupos, la forma de floración en roseta.
Florece de una forma prolífica, floración en oleadas a lo largo de la temporada.

## Origen
El cultivar fue desarrollado en Reino Unido por el prolífico rosalista británico David Austin en 2000. 'Crocus Rose' es una rosa híbrida con ascendentes parentales de cruce de planta de semillero x 'Golden Celebration'™.
El obtentor fue registrado bajo el nombre cultivar de 'AUSquest' por David Austin en 2000 y se le dio el nombre comercial de exhibición 'Crocus Rose'™.
También se le reconoce por los sinónimos de 'AUSquest', 'City of Timaru' y 'Rosa 'Emanuel'.
- La rosa fue obtenida antes del 2000 e introducida en el Reino Unido por David Austin Roses Limited (UK) en el 2000 como 'Crocus Rose'.[1]
- La rosa 'Crocus Rose' fue introducida en Estados Unidos con la patente "United States - Patent No: PP 14,092/Application  on  20 Dec 2001".[1]
- La rosa 'Crocus Rose' fue introducida en Australia con la patente "Australia - Application No: 2002/073  on  2002".[1]

## Cultivo
Aunque las plantas están generalmente libres de enfermedades, es posible que sufran de punto negro en climas más húmedos o en situaciones donde la circulación de aire es limitada. Se desarrollan mejor a pleno sol. En América del Norte son capaces de ser cultivadas en USDA Hardiness Zones 6b a 9b. La resistencia y la popularidad de la variedad han visto generalizado su uso en cultivos en todo el mundo.
Puede ser utilizado para las flores cortadas, jardín o portador guía. Vigorosa. En la poda de Primavera es conveniente retirar las cañas viejas y madera muerta o enferma y recortar cañas que se cruzan. En climas más cálidos, recortar las cañas que quedan en alrededor de un tercio. En las zonas más frías, probablemente hay que podar un poco más que eso. Requiere protección contra la congelación de las heladas invernales.